# Zeugophora fasciata
Zeugophora fasciata es una especie de coleóptero de la familia Megalopodidae.

## Distribución geográfica
Habita en Sumatra (Indonesia).